# Stenotaphrum unilaterale
Stenotaphrum unilaterale är en gräsart som beskrevs av John Gilbert Baker. Stenotaphrum unilaterale ingår i släktet Stenotaphrum och familjen gräs. Inga underarter finns listade i Catalogue of Life.